# Régiment de Dillon
Pour les articles homonymes, voir Dillon.
Le régiment de Dillon est un régiment d'infanterie irlandais au service de l'Ancien Régime depuis 1690 devenu 87e régiment d'infanterie de ligne lors de la réorganisation des corps d'infanterie français de 1791. Avant 1690, il servait le roi d’Angleterre sous le nom de régiment de Shrewsberry-Dillon.

## Création et différentes dénominations
- 18 juin 1690 : transfert du régiment du régiment de Shrewsberry-Dillon au service du roi de France sous le nom de régiment de Dillon
- 1762 : renforcé par incorporation du régiment de Lally
- 26 avril 1775 : renforcé par incorporation du régiment de Bulkeley
- 1791 : renommé 87e régiment d'infanterie de ligne

## Équipement

### Drapeaux

Drapeaux d’Ordonnance
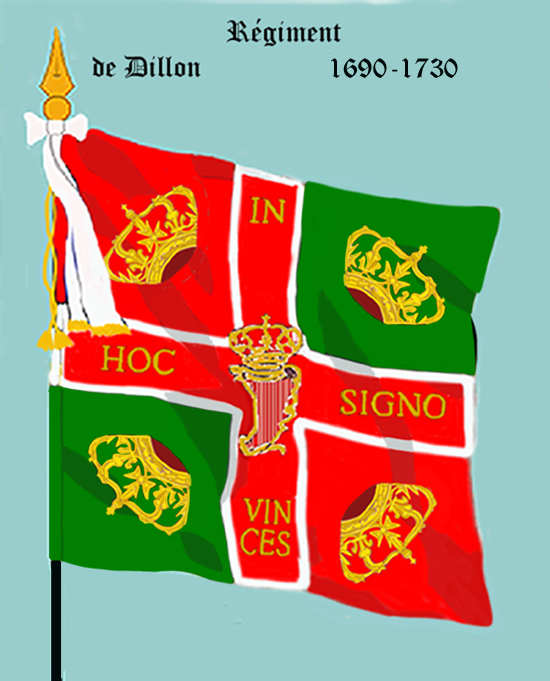
régiment de Dillon de 1690 à 1730
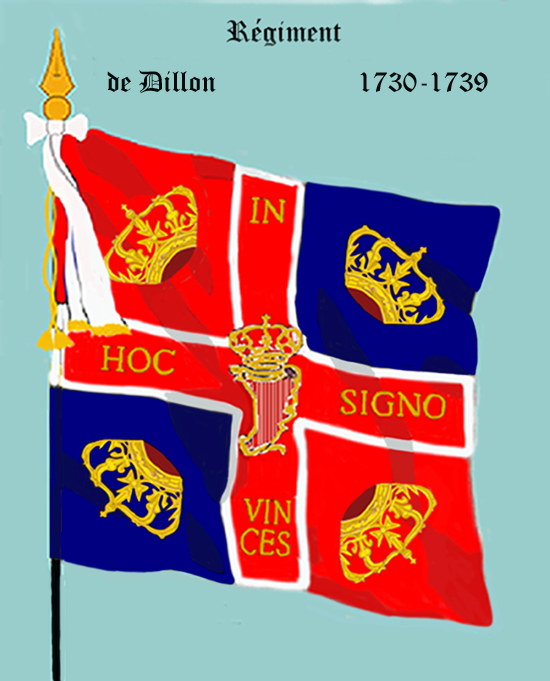
régiment de Dillon de 1730 à 1739
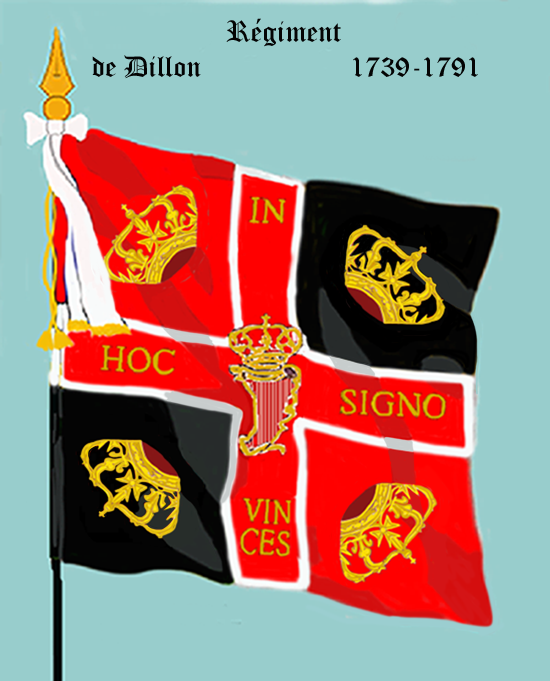
régiment de Dillon de 1739 à 1791

### Habillement

Uniformes
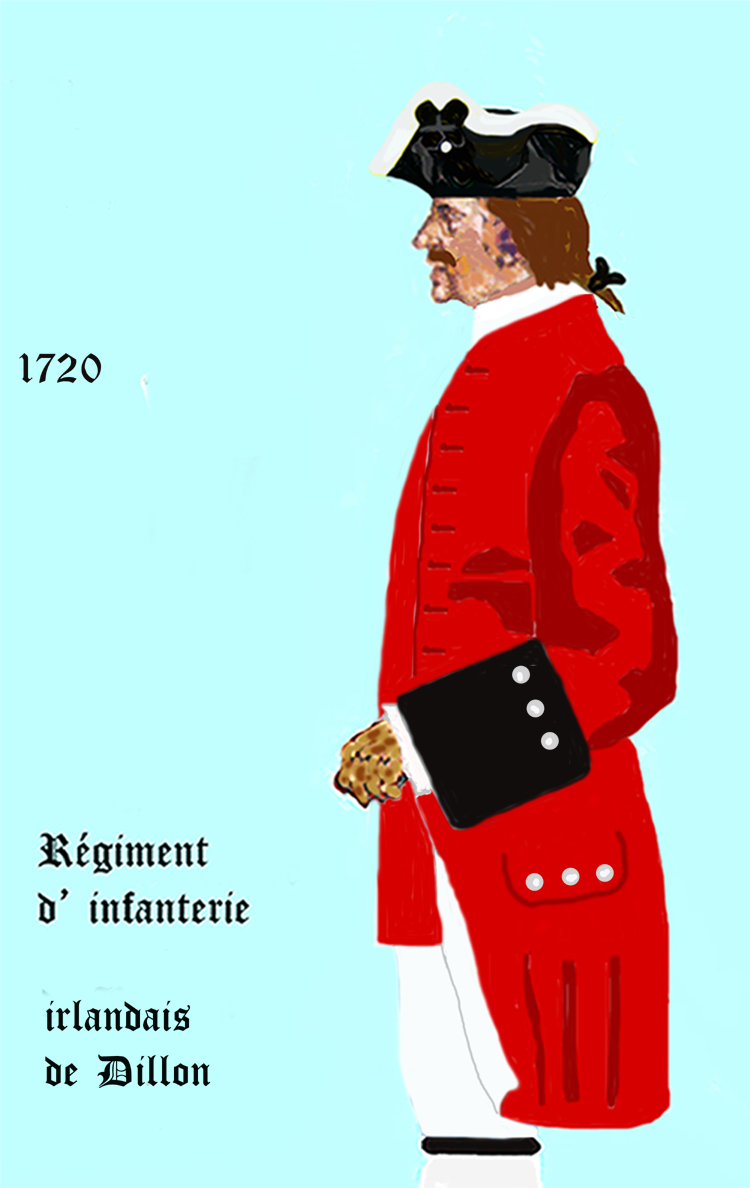
régiment de Dillon de 1720 à 1734
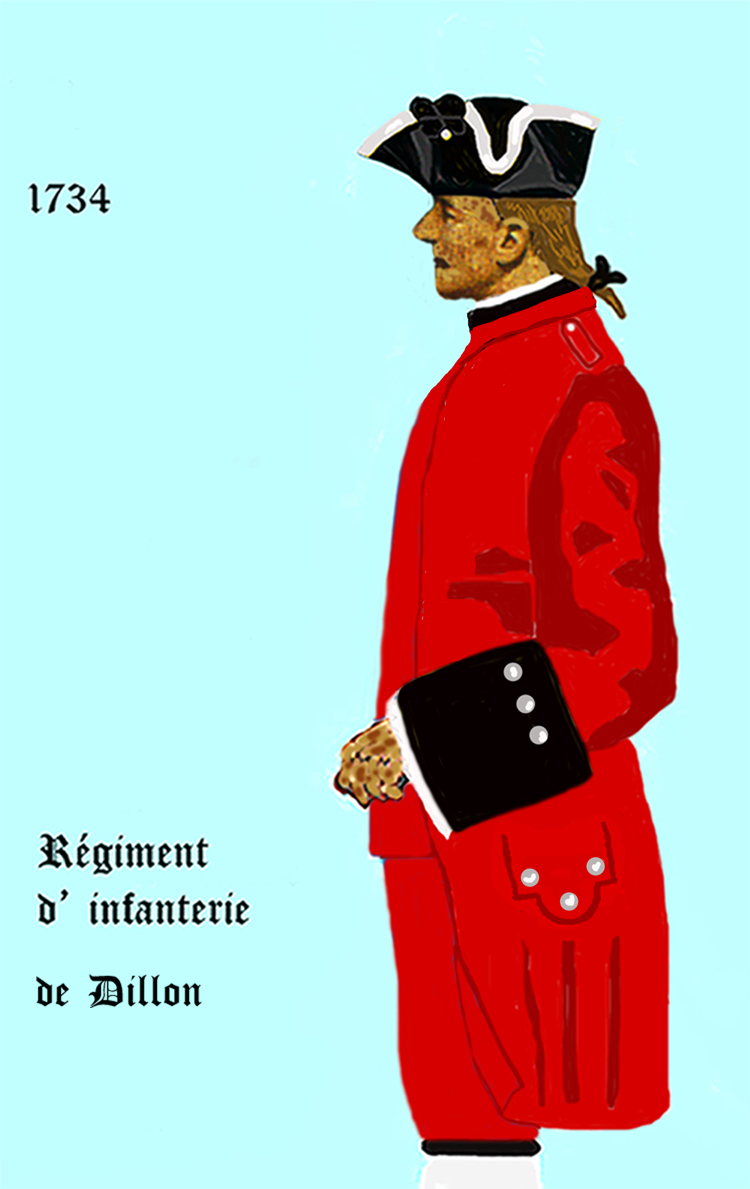
régiment de Dillon de 1734 à 1757
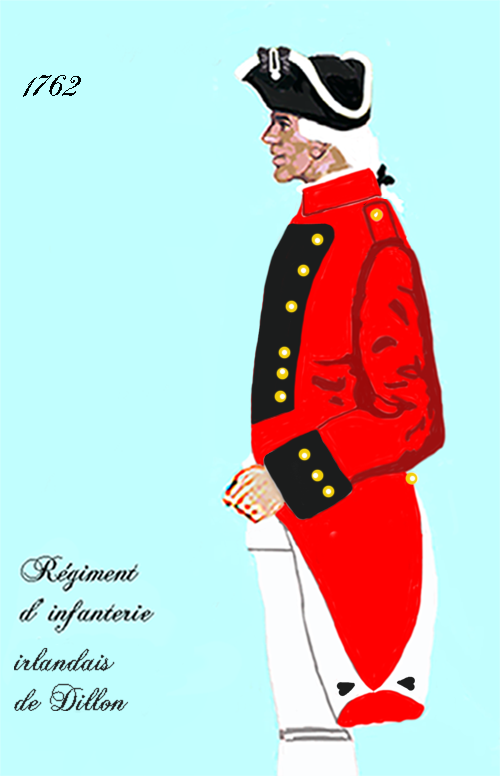
régiment de Dillon de 1762 à 1767
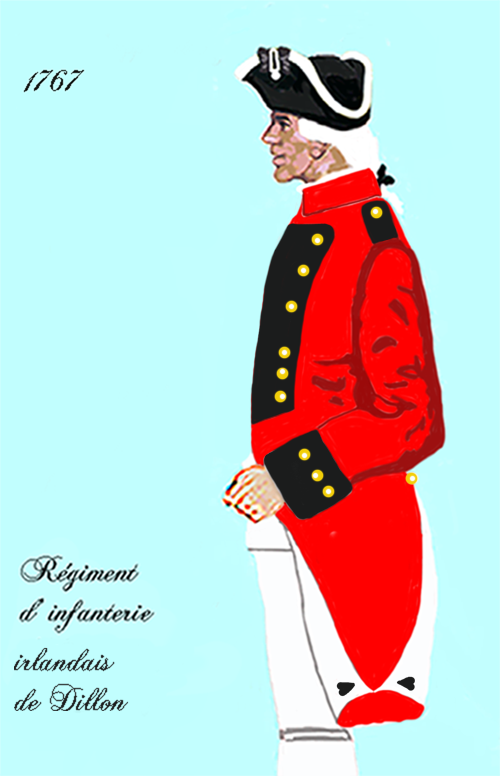
régiment de Dillon de 1767 à 1776
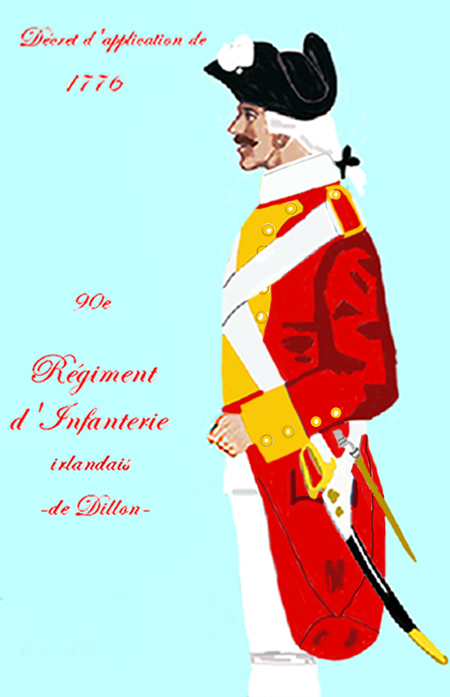
régiment de Dillon de 1776 à 1786
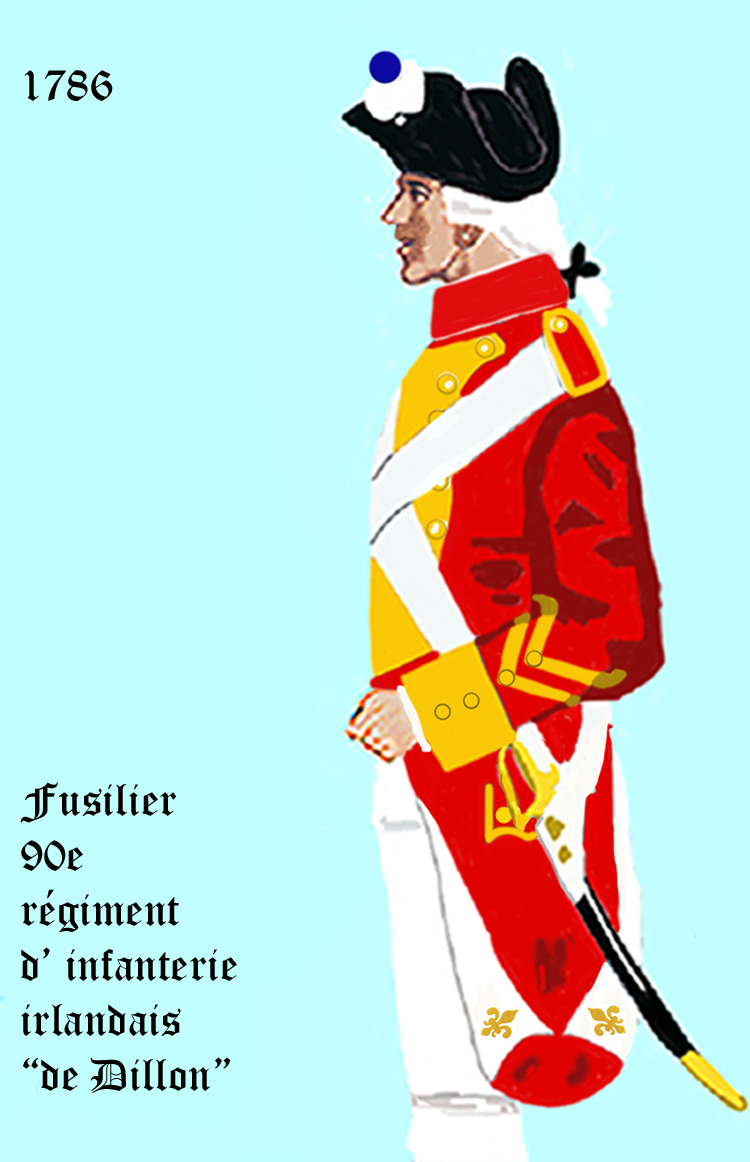
régiment de Dillon de 1786 à 1791
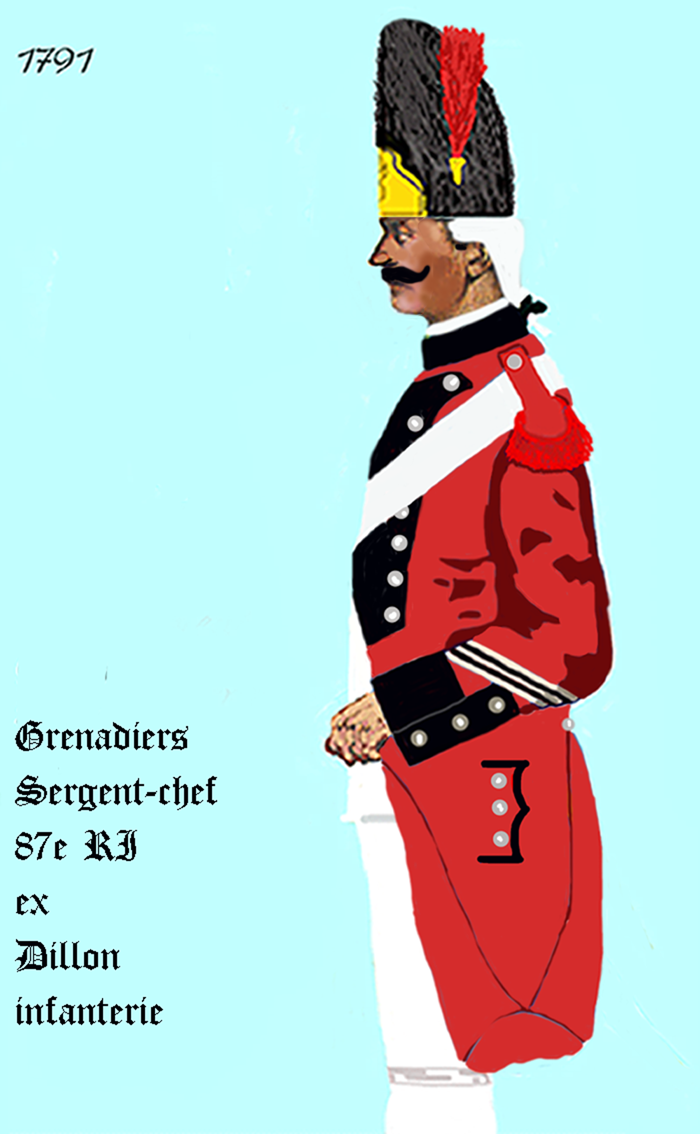
régiment de Dillon de 1791

## Historique

### Colonels
Colonels-propriétaires
- 1er juin 1690 : Arthur, comte Dillon, brigadier le 1er octobre 1702, maréchal de camp le 26 octobre 1704, lieutenant général des armées du roi le 21 septembre 1706, † 5 février 1733 âgé de 63 ans
- 1er mai 1730 : Charles, 10e vicomte Dillon, fils du précédent, brigadier le 1er janvier 1740, † 5 novembre 1741 âgé de 40 ans
- 14 novembre 1741 : Henri, 11e vicomte Dillon, frère du précédent, brigadier le 20 février 1743
- avril 1744 : James Dillon, frère du précédent, tué à Fontenoy en 1745
- 1745-1747 : Edward Dillon, frère du précédent, † 1747 à Maastricht des suites d'une blessure reçue à la bataille de Lawfeld (2 juillet 1747)
- 1747-1767 : hiatus (trois colonels intérimaires; par faveur accordée personnellement par le roi, le régiment conserva son nom )
- 1767-1784 : Arthur, comte Dillon, né en 1750, entre à 15 ans comme cadet au régiment de Dillon, reçoit à 17 ans le brevet de colonel propriétaire de ce régiment (21 mai 1766) à condition de n'en prendre le commandement qu'à 23 ans, ce qu'il fait, avec anticipation, le 24 mars 1772 ; guillotiné le 13 avril 1794, sous la Terreur .

- 1er janvier 1784 : Charles Joseph Augustin, vicomte Walsh de Serrant.
- 10 mars 1788 : Théobald, chevalier Dillon.
- 5 février 1792 : Thomas Keating.

Colonels-lieutenants
- 1702 : N. Lack
- 26 juillet 1708 : Gérard de Lally, brigadier le 20 février 1734, † novembre 1737
- 1746 : François Raphaël Shelcon

### Campagnes et batailles
Ce régiment est issu d'un régiment de Shrewsberry-Dillon qui était au XVIe siècle au service du roi d'Angleterre.
À la suite de la bataille de la Boyne, il a été transféré le 18 juin 1690 au service du roi de France sous le nom de régiment de Dillon.
- 1691 : Roussillon
- 1693 : Catalogne, Urgell, Roses
- 1694 : Ter, Palamos, Girone, Hostalrich, Castelfollit
- 1696 : Hostalrich
- 1697 : Barcelone
- 1701 : Italie
- 1702 : défense de Crémone, Santa-Vittoria, Luzzara
- 1703 : Tyrol, Asti
- 1704 : Verceil, Ivrée, Verrue (14 octobre 1704 - 9 avril 1705)
- 1706 : La Mirandole, Castiglione
- 1707 : Espagne
- 1708 : Almanza, Lérida, Tortose
- 1708 - 1712 : Dauphiné
- 1713 : Rhin, Landau, Fribourg
- 1714 : Catalogne, Barcelone
- 1733 : Rhin, Kehl
- 1734 : Ettlingen, Philippsbourg (2 juin - 18 juillet)
- 1735 : Klausen
- guerre de Succession d'Autriche (1740 - 1748)
- 1742 : le régiment part pour l’Allemagne sous les ordres de Maurice Fitz-Gerald, colonel commandant pour le comte de Bulkeley
- 1743 : Bas-Rhin, Dettingen, après laquelle la brigade irlandaise est cantonnée autour de Lauterbourg
- 1744 : Flandre, Menin, Ypres, Furnes ; Alsace, Augenheim
- 1745 : Flandre, Tournai, Fontenoy (11 mai) où le régiment se couvre de gloire avec la brigade irlandaise et où colonel James Dillon est tué
- 11 octobre 1746 : Raucoux
- 2 juillet 1747 : Lawfeld, colonel Edward Dillon meurt des suites d'une blessure
- 1748 : Maëstricht
- 1757 - 1762 : Allemagne
- défense de Marbourg, Villingshausen

De 1777 à 1782, le régiment de Dillon fait partie du corps expéditionnaire français qui a participé à la guerre d'indépendance américaine.

44 officiers, sous-officiers et soldats de ce régiment sont morts aux États-Unis durant guerre d'indépendance des États-Unis.
L'ordonnance du 1er janvier 1791 fait disparaître les régiments de gentilshommes, ceux qui portaient les noms de leurs mestres de camp ou colonels, et les corps d'infanterie ne sont désormais plus désignés que par le numéro du rang qu'ils occupaient entre eux. Ainsi, 101 régiments sont renommés et le régiment de Dillon devient le 87e régiment d'infanterie de ligne.